# Розеншильд-Паулин, Владимир Александрович
Владимир Александрович Розеншильд-Паулин (Розеншильд фон Паулин) (30 декабря 1872 [11 января 1873], Люцин — ноябрь 1941, Ленинград) — советский литератор, переводчик, драматург. Собственные сочинения иногда печатал под псевдонимом «Вэр».
Член МОДПиК и ВСП (с 1926 года).
Литературная деятельность началась в 1906 году, переводческая — в 1923 году.

## Биография
В анкете указывал, что до революции служил в министерстве финансов, а на военную службу призван во время войны. В то же время числится в списке выпускников Пажеского корпуса за 1893 году, как окончивший его по 1-му разряду и поступивший на службу в лейб-гвардии Драгунский полк.
После революции сотрудничал с издательствами «Мысль», «Книга», «Государственное издательство», «Время», «Прибой», «Academia», журналом «Мир приключений».
Переводил современных французских авторов. Благодаря ему русский читатель познакомился с творчеством Луи Шадурна, одного из любимых авторов Александра Грина. Строки из перевода Розеншильд-Паулина книги «Где рождаются циклоны» стали эпиграфом к роману «Бегущая по волнам».

## Произведения
- Жизнь или смерть. Восточная сказка. 1925 // Мир Приключений (Ленинград), 1925, №1 – стб.115-124
- Правда, или неправда. Восточная сказка. 1925 // Мир Приключений (Ленинград), 1925, №4 – стб.127-134
- Отчаянный капитан. Рассказ. 1925 // Мир Приключений (Ленинград), 1925, №6 – стб.55-64
- Кровавый культ бога-змеи Воду. Очерк // Мир Приключений (Ленинград), 1926, №6 – стб.35-38
- Мирам. Пьеса. 1926
- Добродетельная жена. Пьеса. 1926

## Переводы
- Шадурн, Луи. Земля Ханаанская. Роман. Перевод В. А. Розеншильд-Паулин. Под редакцией Д. О. Гликмана. Пг., «Мысль», 1923
- Шадурн, Луи. Где рождаются циклоны. [Очерки]. Перевод с французского В. А. Розеншильд-Паулина. Л.-М., «Книга», 1924
- Ренье, Анри де. Воля короля. Роман. Перевод В. А. Розеншильд-Паулина. Под редакцией Д. О. Гликмана. Л., «Мысль», 1925
- Шадурн, Луи. Тревожная юность. Перевод В. А. Розеншильд-Паулина. Предисловие Сергея Буданцева.  М.-Л., Государственное издательство, 1926
- Арманди, Андрэ. В стране подозрения: Роман. С фр. перевел В. А. Розеншильд-Паулин. М., Книга, [1927]
- Ларуи, Морис. Боковая качка. Роман. Перевод с французского В. А. Розеншильд-Паулина. Л., изд-во «Время», 1927
- Кортис, Андрэ. Только для меня. Роман. Перевод с французского В. А. Розеншильд-Паулина. Л., изд-во «Время», 1928
- Ружон, Жак. Золотой мешок. Роман. Перевод с французского В. А. Розеншильд-Паулина. Л., «Прибой», 1928
- Гузи, Ренэ. В полярных льдах. [Роман]. Перевод В. Розеншильд-Паулина. Ил. Н. Дормидонтова. Л., [изд-во «Красная газета»], 1928
- Шадурн, Луи. Остров Красного Холма: Рассказ. С француз. пер. В. А. Розеншильд-Паулина. Иллюстрации В. Саввина. // Мир Приключений (Ленинград), 1929, №2 – с.51-54
- Бальзак, Оноре де. Вендетта; Сарразин. Пер. В.А. Розеншильд-Паулина; Пер. В.С. Вальдман. Л., изд-во "Красная газета", 1930
- Ромэн, Жюль. Собрание сочинений. 8: Бог плоти. Le Dieu des corps. Роман. Перевод В.А. Розеншильд-Паулина под ред. А. А. Франковского. Л., «Academia», 1930